# القمة العربية 1989 (الدار البيضاء)
القمة العربية 1989 مؤتمر الدار البيضاء 1989م.
عقد في 23 مايو 1989، في الدار البيضاء، بحضور مصر التي استعادت عضويتها في الجامعة العربية، وتغيب لبنان الذي كانت تتنازع السلطة فيه حكومتان.
لم يصدر عن المؤتمر بيان ختامي، وأصدر مجموعة من القرارات، من بينها:
- تقديم الدعم والمساعدة المعنوية والمادية للانتفاضة الفلسطينية.
- تأييد عقد المؤتمر الدولي للسلام في الشرق الأوسط.
- تاييد قيام دولة فلسطين المستقلة والعمل لتوسيع الاعتراف بها.
- دعم الموقف الفلسطيني في موضوع الانتخابات وأن تتم بعد الانسحاب الإسرائيلي من الأراضي الفلسطينية، وبإشراف دولي، وفي إطار عملية السلام الشاملة.